# 정호선 (방송인)
정호선(鄭晧鮮, 1974년 5월 1일 ~ )는 대한민국 배우 출신의 모델 겸 방송인이며 기업가이다.

## 주요 이력
1995년 연극배우 첫 데뷔하였고 그 해 1996년 MBC 문화방송 공채 탤런트 정식 데뷔한 그녀는 [1996년] 이후 TV 여행 프로그램 등의 방송 리포터로 주요히 활동하였다.
그녀는 골프에 취미가 있고 수영에 특기가 있다.

## 출연작

### TV 시리즈
- 1991년 MBC 《내 마음은 호수》
- 1991년 MBC 《우리들의 천국 시즌 1기》
- 1992년 MBC 《분노의 왕국》
- 1992년 MBC 《마포 무지개》
- 1992년 MBC 《우리들의 천국 시즌 2기》
- 1992년 KBS 《숲 속의 바람》
- 1992년 KBS 《남편의 여자》
- 1993년 MBC 《걸어서 하늘까지》
- 1993년 SBS 《모래 위의 욕망》
- 1993년 KBS 《당신이 그리워질 때》
- 1994년 MBC 《마지막 승부》
- 1994년 KBS 《느낌》
- 1994년 KBS 《밥을 태우는 여자》
- 1995년 SBS 《사랑은 블루》
- 1995년 MBC 《호텔》
- 1995년 SBS 《아스팔트 사나이》
- 1995년 MBC 《전원일기》
- 1995년 EBS 《언제나 푸른 마음》
- 1995년 KBS 《원지동 블루스》
- 1996년 KBS 《목욕탕집 남자들》
- 1996년 MBC 《자반 고등어》
- 1996년 KBS 《며느리 삼국지》
- 1996년 MBC 《아이싱》
- 1996년 SBS 《자전거를 타는 여자》
- 1996년 MBC 《애인》

### 뮤지컬
- 1993년 《시카고》
- 1994년 《아가씨와 건달들》

### TV 프로그램
- 1993년 MBC 《특종 TV 연예》
- 1995년 KBS 《연예가 중계》
- 1995년 SBS 《TV 가요 20》 - TV 가요 자키
- 2000년 MBC 《TV로 보는 세계》
- 2001년 MBC 《고향은 지금》
- 2002년 KBS 《무엇이든 물어보세요》

## 기타 이외 이력
- 2007년 ALL TV 프리 랜서 앵커
- 2008년 에코플래닛 총괄부 차장(2008년 5월 ~ 2009년 1월)
- 2009년 에코맘코리아 홍보국 국장(2009년 1월 ~ 2009년 3월)
- 2010년 원더키즈 CEO 대표이사